# Майдаковское сельское поселение
Майдако́вское се́льское поселе́ние — муниципальное образование в составе Палехского района Ивановской области России.
Административный центр — село Майдаково.

## Географические данные
- Общая площадь: 64,52 км²
- Расположение: северная часть Палехского района
- Граничит:
  - на севере — с Родниковским районом Ивановской области
  - на востоке — с Пановским сельским поселением Палехского района
  - на юге — с Раменским сельским поселением Палехского района
  - на западе — с Шуйским районом Ивановской области

## История
Образовано 25 февраля 2005 года, в соответствии с Законом Ивановской области N 46-ОЗ «О городском и сельских поселениях в Палехском муниципальном районе»..
10 декабря 2009 года было расширено, включив в себя Осиновецкое сельское поселение.

## Население
| 2002  | 2010  | 2011  | 2012  | 2013  | 2014  | 2015  |
| ----- | ----- | ----- | ----- | ----- | ----- | ----- |
| 2519  | ↘2069 | ↘2058 | ↘2053 | ↘2042 | ↘1996 | ↘1930 |
| 2016  | 2017  | 2018  | 2019  | 2020  | 2021  |       |
| ↘1894 | ↘1864 | ↘1827 | ↘1807 | →1807 | ↗1827 |       |

## Состав сельского поселения
| №  | Населённый пункт | Тип населённого пункта       | Население |
| -- | ---------------- | ---------------------------- | --------- |
| 1  | Еремкино         | деревня                      | ↘48       |
| 2  | Зубиха           | деревня                      | ↘58       |
| 3  | Конопляново      | деревня                      | ↘59       |
| 4  | Крутцы           | село                         | ↘88       |
| 5  | Ломы             | деревня                      | ↘0        |
| 6  | Майдаково        | село, административный центр | ↘1515     |
| 7  | Осиновец         | деревня                      | ↘28       |
| 8  | Погорелка        | деревня                      | ↘0        |
| 9  | Поддорожново     | деревня                      | 1         |
| 10 | Теличново        | деревня                      | 23        |
| 11 | Тёплово          | деревня                      | ↗235      |
| 12 | Щавьево          | деревня                      | 14        |

## Местное самоуправление
Главой поселения и Главой администрации является Ларина Наталья Викторовна  (недоступная ссылка).